# 相田夏奈
相田 夏奈（あいだ なな、1983年10月21日 - ）は、競技麻雀の元プロ雀士初段、元レースクイーン。埼玉県出身。タレント事務所「Zelo+」に所属していた。
南奈緒美とレースクイーンアイドルユニットCiao（ちゃお）としても活動していた。
2007年4月まで高橋葵とともに埼玉県・東松山市にて雀荘を経営していたが、現在は第三者に経営を譲渡し経営には関わっていない。

## 経歴

### RQ、キャンペーンガール等
- 2002年 グラムライツ レースクイーン（スーパー耐久）[1]
- 2003年 JMC GT-R レースクイーン（スーパー耐久）[1]
- 2004年 ミス湘南[1]

### CM
- ケイマックス[1]

### ゲーム
- 麻雀格闘倶楽部（コナミ)
  - 麻雀格闘倶楽部4（コナミ、2005年3月10日稼働)
  - 麻雀格闘倶楽部5（コナミ、2006年3月23日稼働)
  - 麻雀格闘倶楽部6（コナミ、2007年4月4日稼働)
- ロン2（麻雀ネットワークサービス、2004年開始、2005年時に登録有り）[3][4]

### DVD
- 相田夏奈（ビーエムドットスリー、2005年9月24日発売）